# 축구 대회 목록
일회성 대회를 제외한 전 세계의 모든 축구 대회 목록이다.

## 세계 대회

### 국가대항전
| 폐지 대회 |

| 성격        | 대회                              | 주기         |
| ----------- | --------------------------------- | ------------ |
| 세계 대회   | FIFA 월드컵                       | 4년          |
| 세계 대회   | FIFA 여자 월드컵                  | 4년          |
| 세계 대회   | 올림픽 축구                       | 4년          |
| 세계 대회   | 유니버시아드 축구                 | 2년          |
| 세계 대회   | FIFA 컨페더레이션스컵             | 4년          |
| 대륙간 대회 | 아르테미오 프렌치 트로피          | 비정기       |
| 대륙간 대회 | UEFA-CAF 메리디안컵               | 2년          |
| 유스 대회   | FIFA U-20 월드컵                  | 2년          |
| 유스 대회   | FIFA U-17 월드컵                  | 2년          |
| 유스 대회   | FIFA U-20 여자 월드컵             | 2년          |
| 유스 대회   | FIFA U-17 여자 월드컵             | 2년          |
| 친선 대회   | 알가르브컵                        | 1년          |
| 친선 대회   | 발칸컵                            | 1년 → 비정기 |
| 친선 대회   | 차이나컵                          | 1년          |
| 친선 대회   | 캐나다컵                          | 4년          |
| 친선 대회   | 키프로스컵                        | 1년          |
| 친선 대회   | 키프로스 인터네셔널 풋볼 토너먼트 | 1년          |
| 친선 대회   | 코리아컵                          | 1년 → 2년    |
| 친선 대회   | 킹스컵                            | 1년          |
| 친선 대회   | 기린컵                            | 1년          |
| 친선 대회   | 구정컵                            | 1년          |
| 친선 대회   | 네루컵                            | 1년 → 2년    |
| 친선 대회   | 노르딕 축구 선수권 대회           | 비정기       |
| 친선 대회   | 루스컵                            | 1년          |
| 친선 대회   | 시빌리브스컵                      | 1년          |
| 친선 대회   | 남베트남 인디펜던스컵             | 1년          |
| 친선 대회   | 툴롱 대회                         | 1년          |
| 친선 대회   | VFF컵                             | 1년 → 비정기 |
| 친선 대회   | 영천국제축구대회                  | 1년          |

### 클럽 대항전
| 성격                       | 대회                        |
| -------------------------- | --------------------------- |
| 세계 대회                  | FIFA 클럽 월드컵            |
| 대륙간 대회                | 인터콘티넨털컵              |
| 대륙간 대회                | 코파 인테라메리카나         |
| 대륙간 대회                | 아프로-아시안 클럽 챔피언십 |
| 친선 대회                  | 인터내셔널 챔피언스컵       |
| 친선 대회                  | 프리미어리그 아시아 트로피  |
| 친선 대회                  | 아우디컵                    |
| 플로리다컵                 |                             |
| 주안 감페르 트로피         |                             |
| 우렌컵                     |                             |
| 웸블리컵                   |                             |
| 웸블리 인터네셔널 토너먼트 |                             |
| 암스테르담 토너먼트        |                             |
| 풋볼 월드 챔피언십         |                             |
| HKFC 사커 세븐스           |                             |
| ANFA컵                     |                             |
| 월드 풋볼 챌린지           |                             |
| 피스컵                     |                             |
| 댈러스컵                   |                             |
| 에미레이츠컵               |                             |
| J리그 월드 챌린지          |                             |
| MLS 올스타전               |                             |
| 트로페오 테레사 에레라     |                             |
| 트로페오 라몬 데 카란사    |                             |
| 트로페오 콜롬비오          |                             |

## AFC
|  | 괌 \| 네팔 \| 대한민국 \| 동티모르 \| 라오스 \| 레바논 \| 마카오 \| 말레이시아 \| 몰디브 \| 몽골 \| 미얀마 \| 바레인 \| 방글라데시 \| 베트남 \| 부탄 \| 북마리아나 제도 \| 브루나이 \| 사우디아라비아 \| 스리랑카 \| 시리아 \| 싱가포르 \| 아랍에미리트 \| 아프가니스탄 \| 예멘 \| 오만 \| 오스트레일리아 \| 요르단 \| 우즈베키스탄 \| 이라크 \| 이란 \| 일본 \| 인도 \| 인도네시아 \| 조선민주주의인민공화국 \| 중국 \| 카타르 \| 캄보디아 \| 쿠웨이트 \| 키르기스스탄 \| 타이완 \| 타지키스탄 \| 태국 \| 파키스탄 \| 투르크메니스탄 \| 필리핀 \| 팔레스타인 \| 홍콩 |

### 국가 대항전
| AFC        | AFC 아시안컵                |
| AFC        | AFC U-23 아시안컵           |
| AFC        | AFC U-20 아시안컵           |
| AFC        | AFC U-17 아시안컵           |
| AFC        | AFC 여자 아시안컵           |
| AFC        | AFC U-20 여자 아시안컵      |
| AFC        | AFC U-17 여자 아시안컵      |
| AFC        | 아시안 게임 축구            |
| AFC        | AFC 솔리대리티컵            |
| AFC        | AFC 챌린지컵                |
| 동남아시아 | 아세안 축구 선수권 대회     |
| 중앙아시아 | 중앙아시아 축구 선수권 대회 |
| 동아시아   | EAFF E-1 풋볼 챔피언십      |
| 남아시아   | 남아시아 축구 선수권 대회   |
| 서아시아   | 서아시아 축구 선수권 대회   |
| 아랍권     | 아라비안 걸프컵             |

### 클럽 대항전
| AFC        | AFC 챔피언스리그        |
| AFC        | AFC컵                   |
| AFC        | AFC 여자 클럽 챔피언십  |
| AFC        | 아시안 컵위너스컵       |
| AFC        | AFC 프레지던트컵        |
| AFC        | 아시안 슈퍼컵           |
| 아랍권     | GCC 챔피언스리그        |
| 동남아시아 | 아세안 클럽 챔피언십    |
| 서아시아   | WAFF 여자 클럽 챔피언십 |

### 괌
리그
- 괌 사커 리그

컵
- 괌 FA컵

### 네팔
리그
- 마터스 메모리얼 A 디비전 리그
- 마터스 메모리얼 B 디비전 리그
- 마터스 메모리얼 C 디비전 리그

컵
- 아하 골드컵
- 부다 수다 골드컵
- 포카라컵
- 시마라 골드컵
- 우다야푸르 골드컵
- 비라트 골드컵
- 자파 골드컵
- 엔셀컵 (폐지)
- ANFA컵 (폐지)
- ANFA 리그컵 (폐지)

### 대한민국
| 유형   | 대회                 | 비고     |
| ------ | -------------------- | -------- |
| 리그   | K리그1               | 프로     |
| 리그   | K리그2               | 프로     |
| 리그   | K3리그               | 세미프로 |
| 리그   | K4리그               | 세미프로 |
| 리그   | K5리그               | 아마추어 |
| 리그   | K6리그               | 아마추어 |
| 리그   | K7리그               | 아마추어 |
| 리그   | R리그                | 프로2군  |
| 리그   | U리그                | 대학리그 |
| 리그   | 내셔널리그           | 세미프로 |
| 리그   | K3리그               | 아마추어 |
| 컵대회 | FA컵                 |          |
| 리그컵 | 리그컵               |          |
| 리그컵 | 내셔널축구선수권대회 |          |
| 슈퍼컵 | 슈퍼컵               |          |

### 동티모르
리그
- LFA 프리메이라
- LFA 세군다
- LFA 테르세이라

컵
- 타사 12 데 노벰브로
- LFA 수페르 타사

### 라오스
리그
- 라오스 프리미어리그
- 라오스 리그 2

컵
- 라오스 FF컵
- LFF 슈퍼컵
- 라오스 총리컵 (폐지)

### 레바논
리그
- 레바논 프리미어리그
- 레바논 2부 리그
- 레바논 3부 리그
- 레바논 4부 리그
- 레바논 5부 리그

컵
- 레바논 FA컵
- 레바논 엘리트컵
- 레바논 챌린지컵
- 레바논 슈퍼컵
- 레바논 페더레이션컵 (폐지)

### 마카오
리그
- 리가 드 일리트
- 세군다 디비장 드 마카오
- 마카오 3부 리그

컵
- 타사 드 마카오

### 말레이시아
리그
- 말레이시아 슈퍼리그
- 말레이시아 프리미어리그
- 말레이시아 M3리그
- 말레이시아 M4리그

컵
- 말레이시아 FA컵
- 말레이시아컵
- 말레이시아 챌린지컵
- 피알라 숨방시
- 메르데카 국제축구대회
- 말레이시아 FAM컵 (폐지)

### 몰디브
리그
- 디베히 프리미어리그
- 몰디브 2부 리그
- 몰디브 3부 리그

컵
- 몰디브 FA컵
- 몰디브 프레지던트컵
- 몰디브 FA 채리티 실드

### 몽골
리그
- 몽골 내셔널 프리미어리그
- 몽골 1부 리그
- 몽골 2부 리그

컵
- MFF컵
- MFF 슈퍼컵

### 미얀마
리그
- 미얀마 내셔널리그
- MNL-2 리그

컵
- 아웅산 실드
- MFF 채리티 실드

### 바레인
리그
- 바레인 프리미어리그
- 바레인 2부 리그

컵
- 바레인 FA컵
- 바레인 킹스컵
- 바레인 크라운 프린스컵 (폐지)
- 바레인 슈퍼컵

### 투르크메니스탄
리그
- 요카리 리가
- 비린지 리가

컵
- 투르크메니스탄컵
- 투르크메니스탄 슈퍼컵
- 투르크메니스탄 프레지던트컵 (폐지)

## 같이 보기
- 전 세계 축구 협회 목록
- 분류:청소년 축구 대회
- 분류:아마추어 축구
- 축구 국가대표팀 목록
- 여자 축구 국가대표팀 목록
- 친선 경기
- 플레이오프
- 비치 사커 월드와이드